# Rico Constantino
Amarico Sebastiano Constantino (Las Vegas (Nevada), 1 oktober 1961), beter bekend als Rico Constantino, is een Amerikaans voormalig professioneel worstelaar en manager van Italiaanse afkomst. 
Costantino is vooral beken van zijn tijd bij World Wrestling Entertainment (WWE), van 2001 tot 2004.

## In worstelen
- Finishers
  - High Hard One / Ricosault (Moonsault)
  - Sideburn Stunner (Hangman's neckbreaker)
  - Spinning roundhouse kick

- Signature moves
  - Arm wrench followed by a hook kick
  - Leaping double knee backbreaker
  - Spinning leg lariat
  - Superkick

- Managers
  - Miss Jackie
  - Jason Royers

- Worstelaars gemanaged
  - Billy en Chuck
  - 3-Minute Warning
  - Booker T
  - The Prototype

## Prestaties
- All Japan Pro Wrestling
  - AJPW All Asia Tag Team Championship (1 keer met Bull Buchanan)

- Empire Wrestling Federation
  - EWF Heavyweight Championship (1 keer)

- Heartland Wrestling Association
  - HWA Heavyweight Championship (1 keer)

- Memphis Power Pro Wrestling
  - MPPW Heavyweight Championship (1 keer)

- Ohio Valley Wrestling
  - OVW Heavyweight Championship (3 keer)
  - OVW Southern Tag Team Championship (1 keer met The Prototype)

- World Wrestling Entertainment
  - WWE Tag Team Championship (1 keer met Charlie Haas)
  - WWE World Tag Team Championship (1 keer met Rikishi)

- Wrestling Observer Newsletter awards
  - Worst Gimmick (2003)